# Championnats d'Europe de karaté 1967
Les championnats du monde de karaté 1967 ont eu lieu au Crystal Palace de Londres, au Royaume-Uni, les 5 et 6 mai 1967. Il s'agissait de la deuxième édition des championnats d'Europe de karaté senior et de la première organisée dans le pays.

## Résultats

### Épreuve individuelle
| Rang | Pays        | Karatéka       |
| ---- | ----------- | -------------- |
| 1    | France      | Patrick Baroux |
| 2    | France      | Guy Desnoes    |
| 3    | Suisse      | Henri Jordan   |
| 3    | Royaume-Uni | Peter Spanton  |

### Épreuve par équipes
| Rang | Pays                 |
| ---- | -------------------- |
| 1    | Royaume-Uni          |
| 2    | France               |
| 3    | Allemagne de l'Ouest |
| 3    | Italie               |

## Tableau des médailles
Des différents pays participants, seuls cinq ont remporté au moins une médaille. La France termine en tête au tableau des médailles grâce à ses trois médailles. Le pays hôte termine deuxième.
| Tableau des médailles |                      |    |        |        |       |
| Rang                  | Pays                 | Or | Argent | Bronze | Total |
| 1                     | France               | 1  | 2      | 0      | 3     |
| 2                     | Royaume-Uni          | 1  | 0      | 1      | 2     |
| 3                     | Allemagne de l'Ouest | 0  | 0      | 1      | 1     |
| 3                     | Italie               | 0  | 0      | 1      | 1     |
| 3                     | Suisse               | 0  | 0      | 1      | 1     |